# Mara van Vlijmen
Mara van Vlijmen (Amstelveen, 15 februari 1979) is een Nederlands actrice.
Van Vlijmen genoot haar opleiding aan de Toneelacademie Maastricht, waar ze in 2002 haar studie voltooide. Ze was in datzelfde jaar medeoprichter van toneelgroep De Warme Winkel. Van Vlijmen speelde in het theater bij onder meer De Veenfabriek, Golden Palace, Toneelgroep De Appel alsook met haar eigen gezelschap De Warme Winkel.
Een groter publiek kon haar zien in een van de hoofdrollen van de televisieserie advocatenserie Keyzer & De Boer Advocaten. Hierin speelt ze de secretaresse Simone Heling, een gewaardeerde collega van de advocaten van het kantoor. Met haar aan naïviteit grenzende eerlijkheid, haar spontaniteit en nuchtere kijk op zaken helpt zij de advocaten waar zij kan en komt vaak met oplossingen. In de filmreeks Mees Kees speelt Van Vlijmen de moeder van hoofdpersonage Tobias.
Van Vlijmen speelt een hoofdrol in de vierdelige VPRO-serie Beatrix, Oranje onder vuur: de rol van de jonge prinses Beatrix.
In 2018 speelde Van Vlijmen de rol van Suzanne (moeder van Fitz) in de televisieserie GIPS.

## Filmografie

### Film
- 2005: Lepel, als verkoopster
- 2010: De gelukkige huisvrouw, als stewardess
- 2012: Mees Kees, als moeder van Tobias
- 2013: Mees Kees op kamp, als moeder van Tobias
- 2014: Bouwdorp, als Lotta
- 2014: Mees Kees op de planken, als moeder van Tobias
- 2018: De dirigent, als zuster Louigiana
- 2019: Boy Meets Gun, als Nina
- 2021: De zitting, als professor Sluijters
- 2021: De Drie Musketiers, als Constance
- 2022: Totem, als lerares
- 2024: Paria, als lerares

### Televisie
- 2005-2008: Keyzer & De Boer Advocaten, als Simone Heling
- 2009: De co-assistent, als Johanna
- 2012: Beatrix, Oranje onder vuur, als jonge prinses Beatrix
- 2012: De 4 van Westwijk, als mevrouw Loman
- 2016: Celblok H, als Christine Boterman
- 2016: Centraal Medisch Centrum, als Christine Vermeulen
- 2016: Alleen op de wereld, als televisie-assistent
- 2018: GIPS, als Suzanne
- 2021: Flikken Maastricht, als Esther van den Akker
- 2022: Het gouden uur, als Ans
- 2023: Flikken Rotterdam, als Saskia Vermeer
- 2024: Onopgelost, als Marijke
- 2024: Nemesis als Sabine
- 2024: Een van ons, als Dinie